# 巴东乌头
巴东乌头（学名：Aconitum ichangense）为毛茛科乌头属下的一个种。

## 扩展阅读
- 維基物種上的相關：巴东乌头